# Kukmarke
Kukmarke (znanstveno ime Agaricaceae) so družina gliv iz reda Listarjev (Agaricales).

## Značilnosti
Kukmarke so gobe z belimi ali rjavimi lističi, ki so prosti, kar pomeni, da niso prirasli na bet. Trosni odtis je bel ali rjav, klobuk pa pri nekaterih vrstah posut z luskami. Večina vrst ima na betu obroček in v dnišču nima ostanka ovojnice.

## Seznam rodov kukmark Slovenije[4]
- kukmaki (Agaricus)
- puhovke (Battarrea)
- nogavičarji (Chamaemyces)
- zelenolistke (Chlorophyllum)
- tintnice (Coprinus)
- prahoglavke (Cystolepiota)
- trnovke (Echinoderma)
- dežnički (Lepiota)
- kukmakovci (Leucoagaricus)
- dežnikovci (Leucocoprinus)
- dežniki (Macrolepiota)
- temnolistke (Melanophyllum)
- puharji (Tulostoma)